# Pawel Grigorjewitsch Tschuchrai
Pawel Grigorjewitsch Tschuchrai (russisch Павел Григорьевич Чухрай; * 14. Oktober 1946 in Bykowo) ist ein russischer Filmregisseur.
Tschuchrai ist der Sohn des Regisseurs Grigori Tschuchrai.
Sein Film Der Dieb (Вор) war 1998 für den Oscar für den besten fremdsprachigen Film nominiert.

## Weblink
- Pavel Chukhraj bei IMDb

| Personendaten    | Personendaten                        |
| ---------------- | ------------------------------------ |
| NAME             | Tschuchrai, Pawel Grigorjewitsch     |
| ALTERNATIVNAMEN  | Чухрай, Павел Григорьевич (russisch) |
| KURZBESCHREIBUNG | russischer Filmregisseur             |
| GEBURTSDATUM     | 14. Oktober 1946                     |
| GEBURTSORT       | Bykowo (Moskau)                      |